# Hans Hedtoft
Hans Hedtoft Hansen (Aarhus, 21 de abril de 1903-Estocolmo, 29 de enero de 1955) fue un político danés de los Socialdemócratas que ejerció como primer ministro de Dinamarca de 1947 a 1950 y nuevamente desde 1953 hasta su muerte en 1955. También sirvió como el primer presidente de la Consejo Nórdico en 1953.
Asumió el liderazgo de su partido de manos de Thorvald Stauning en 1939, pero los nazis lo obligaron a dimitir de sus cargos en 1941 porque era demasiado crítico con la ocupación alemana de Dinamarca. En septiembre de 1943, jugó un papel decisivo en el inicio del rescate de los judíos daneses.